# Esano
Con il termine esano ci si riferisce ad un qualunque alcano avente formula bruta C6H14 o ad una qualunque miscela di più composti corrispondenti a tale formula (isomeri strutturali) o per antonomasia all'isomero lineare, chiamato più propriamente n-esano.
A temperatura e pressione ambiente si presenta come un liquido incolore dall'odore di benzina, di cui è un costituente importante, e quasi immiscibile con l'acqua. È un composto estremamente infiammabile, irritante, nocivo, pericoloso per l'ambiente e tossico per il sistema riproduttivo. 
È un solvente molto importante, unico a causa della sua bassissima costante dielettrica. È utilizzato nelle reazioni che coinvolgono basi molto forti, ad esempio la preparazione di un reattivo di Grignard poiché non è possibile deprotonare l'esano, in fase condensata, e quindi non interviene nella reazione.
Il suo utilizzo principale è quello di carburante; in miscela con i suoi 5 isomeri costituzionali e con quelli di eptano e ottano forma la comune benzina per autotrazione.
È un solvente apolare aprotico, utilizzato per l'estrazione di olio dalle farine delle oleaginose. I residui di lavorazione sono quasi privi di grasso. Durante la tostatura (a 105 °C) il solvente viene quasi completamente recuperato.

## Isomeri dell'esano
Gli isomeri costituzionali dell'esano sono 5:
| Nome comune          | Nome IUPAC        | Formula condensata  | formule di struttura semplificata |
| -------------------- | ----------------- | ------------------- | --------------------------------- |
| normal-esano n-esano | esano             | CH3(CH2)4CH3        |                                   |
| isoesano             | 2-metilpentano    | (CH3)2CH(CH2)2CH3   |                                   |
|                      | 3-metilpentano    | CH3CH2CH(CH3)CH2CH3 |                                   |
|                      | 2,3-dimetilbutano | (CH3)2CHCH(CH3)2    |                                   |
| neoesano             | 2,2-dimetilbutano | (CH3)3CCH2CH3       |                                   |

Talvolta con il termine esano si indica uno qualsiasi di tali isomeri o una miscela di composizione variabile costituita da questi isomeri.

## Tossicità
L'esano-2,5-dione è un metabolita neurotossico dell'esano.